# Kunstwerk
Ein Kunstwerk (von althochdeutsch werc, verwandt mit archaischem altgriechisch Ϝέργον wergon [u̯érgon] „Werk, Arbeit“, nach Ausfall des ersten Konsonanten als έργον ergon) ist das Erzeugnis künstlerischen Schaffens. Umgangssprachlich äußert sich in diesem Begriff häufig Bewunderung für die meisterhafte, einzigartige oder ästhetisch gelungene Ausführung. In der zeitgenössischen bildenden Kunst wird auch der Begriff „Kunstobjekt“ oder einfach „das Werk“ oder „die Arbeit“ verwendet, womit sich beide  Begriffe wieder auf die eigentliche altgriechische Bedeutung beziehen.

## Allgemeines
„Kunstwerk“ und „Werk“ haben unterschiedliche Bedeutungen. Ein „Kunstwerk“ bezeichnet eine einzelne künstlerische Arbeit (z. B. ein Gemälde, eine Oper, einen Roman), während der Begriff „Werk“ meint die Summe dieser Arbeiten (z. B. (Gesamt-)werk eines Künstlers).
Der Begriff des Kunstwerks wurde im Laufe seiner Geschichte verschieden definiert. Engere Definitionen ordnen dabei nicht jedem künstlerischen Erzeugnis den Status des „Werks“ zu. Ein Beispiel dafür ist Theodor W. Adornos Begriff des autonomen Kunstwerks, der nur einen sehr begrenzten Teil ausschließlich der abendländischen Kunst erfasst. Andere Definitionen bemühen sich darum, ein möglichst breites Spektrum der Kunst zu erfassen. Ein Beispiel hierfür ist der Begriff des Kunstwerks, den Walter Benjamin in seiner Schrift Das Kunstwerk im Zeitalter seiner technischen Reproduzierbarkeit anwendet und der danach strebt, auch neuen Kunstformen den Status des „Werks“ zuzuerkennen.
Werke der bildenden Kunst werden vielfach in Museen oder Galerien gezeigt, können aber auch in Privatbesitz und damit oftmals für die Öffentlichkeit unzugänglich sein. Während Museen der Künste Sammlungen von Kunstwerken anlegen, um diese der Öffentlichkeit zugänglich zu machen, geht es in Galerien um den Verkauf der gezeigten Werke an öffentliche oder private Sammler. Der verkaufende Künstler hat kaum Einfluss mehr auf den Verbleib des Werkes; ebenso profitiert er mitunter nicht von den weiteren Verkaufserlösen, obgleich die Beteiligung an den Erlösen eines Weiterverkaufs durch das Folgerecht geregelt ist.
Ab einer bestimmten Bekanntheit werden Kunstwerke in ihrer Qualität durch Kunstkritiker und Kunsthistoriker öffentlich bewertet.
In Abgrenzung vom Kunstwerk gibt es auch den Ausdruck Kunstgegenstand, der Objekte bezeichnet, die neben ihrer künstlerischen Anmutung auch noch einen anderen Zweck erfüllen, wie sie Kunstgewerbe (Angewandte Kunst) oder Kunsthandwerk, aber auch z. B. die Architektur produzieren.

## Formen und Genres
- in der Literatur: literarisches Werk
  - Gedicht
  - Erzählung: Fabel, Kurzgeschichte, Kunstmärchen, Novelle, Roman, Epos, Versepos
  - Essay, Aphorismus
- auf der Bühne:
  - Schauspiel: Komödie, Tragödie
  - Singspiel: Oper, Operette, Musical
  - Ballett, Tanztheater, zeitgenössischer Tanz
  - Kleinkunst: Kabarett (literarisch-politisch)
- im Hörfunk:
  - Hörspiel
  - Feature
- auf Leinwand, Bildschirm und im Internet:
  - Spielfilm
  - Dokumentarfilm
  - Kurzfilm
  - Experimentalfilm
  - Fernsehfilm
- in der Musik: Musikalisches Werk
  - Oper, Operette, Oratorium, Kantate
  - Lied, Madrigal, Chanson, Couplet
  - Sonate, Streichquartett, Sinfonie …
- in der Bildenden Kunst:
  - Plastik, Skulptur, Objektkunst, Collage, Décollage, Environment, Relief
  - Gemälde, Urban-Art, Graffiti, Grafik, Druckgrafik, Verwischung
  - Fotografie, Fotomontage, Plakatkunst
  - Performance, Happening
- im öffentlichen Raum
  - Brunnen, Denkmale, Mahnmale, Portale (Bronzetür)
  - Aktionskunst, Happening, Fluxus
  - Landart, Installation, Graffiti, Street-Art
- Interdisziplinär:
  - Gesamtkunstwerk